# Институт за политически науки в Париж
Институтът за политически науки в Париж (на френски: Institut d’études politiques de Paris, често именуван съкратено Sciences Po Paris или само Sciences Po), е голяма френска образователна институция в областта на хуманитарните и социалните науки и международните отношения. Предлагат се изследвания по право, финанси, управление на човешките ресурси, комуникация, маркетинг, журналистика, градско планиране и околна среда. Училището се слави с качеството на образованието и взискателността.
Основан е през 1872г.

## Известни възпитаници
- Франсоа Митеран, френски политик, президент на Франция (1981-94)
- Еманюел Макрон, френски политик, президент на Франция  от 14 май 2017 г.
- Фредерик Бегбеде, френски писател